# Lư Đông Lượng
Lư Đông Lượng (hoặc Lô Đông Lượng, tiếng Trung giản thể: 卢东亮, bính âm Hán ngữ: Lú Dōngliàng, sinh tháng 12 năm 1973, người Hán) là chính trị gia nước Cộng hòa Nhân dân Trung Hoa. Ông là Ủy viên dự khuyết Ủy ban Trung ương Đảng Cộng sản Trung Quốc khóa XX, hiện là Thường vụ Tỉnh ủy Sơn Tây, Bí thư Thị ủy Đại Đồng. Ông từng là Phó Tỉnh trưởng Sơn Tây; Bí thư Đảng ủy, Chủ tịch Tập đoàn Nhôm Trung Quốc.
Lư Đông Lượng là đảng viên Đảng Cộng sản Trung Quốc, học vị Cử nhân Kế toán, Thạc sĩ Kinh tế học. Ông có sự nghiệp 25 năm trong xí nghiệp nhà nước, 20 năm trong Tập đoàn Nhôm từ chuyên viên cho đến chủ tịch khi bước vào chính trường Trung Quốc.

## Xuất thân và giáo dục
Lư Đông Lượng sinh vào tháng 12 năm 1973 ở huyện Khang Bình của thành phố thủ phủ Thẩm Dương, tỉnh Liêu Ninh, Cộng hòa Nhân dân Trung Hoa. Ông lớn lên và tốt nghiệp cao trung ở Khang Bình, đến năm 1991 thì thi cao khảo và đỗ Đại học Công nghiệp Bắc Phương, tới thủ đô nhập học Trường Quản trị kinh doanh của Bắc Phương từ tháng 9 cùng năm và tốt nghiệp cử nhân chuyên ngành kế toán vào tháng 7 năm 1995. Tháng 9 năm 2000, ông tham gia chương trình nghiên cứu sinh tại chức sau đại học ở hệ kinh tế tài chính và mậu dịch của Viện Khoa học xã hội Trung Quốc, nhận bằng Thạc sĩ Kinh tế học vào tháng 8 năm 2002. Lư Đông Lượng được kết nạp Đảng Cộng sản Trung Quốc từ lúc còn là sinh viên Bắc Phương vào tháng 5 năm 1993.

## Sự nghiệp

### Xí nghiệp nhà nước
Tháng 7 năm 1995, sau khi tốt nghiệp trường Bắc Phương, Lư Đông Lượng được phân về Tổng công ty Kim loại màu Trung Quốc – một xí nghiệp nhà nước để công tác với vị trí cán bộ bôh phận kiểm toán. Sau đó 3 năm, vào tháng 5 năm 1998, ông được điều sang Tập đoàn Đồng Chì Kẽm Trung Quốc để công tác, là cán bộ bộ phận tài vụ của tổ trù bị công ty, rồi giữ cương vị người phụ trách Phòng phụ trách Quỹ của bộ phận tài vụ từ tháng 7 năm 1999. Năm 2000, Tập đoàn Đồng Chì Kẽm được giải thể, Lư Đồng Lượng được điều tới một xí nghiệp mới là Công ty Nhôm Trung Quốc và là chủ quản nghiệp vụ Phòng Kế quán của Bộ Tài vụ, rồi Phòng Quỹ từ tháng 5 năm 2001. Sáng tháng 3 năm 2002, công ty nhôm chuyển  thể thành Công ty cổ phần hữu hạn Nhôm Trung Quốc, ông nhậm chức Phó Giám đốc quản lý Quỹ của Bộ Tài vụ, rồi thăng chức làm Giám đốc bộ phận Quỹ từ tháng 11 năm 2003. Tháng 7 năm 2006, ông chuyển vị trí làm Giám đốc quản lý Tổng hợp của Bộ Tài vụ công ty, được bổ nhiệm làm Phó Tổng giám đốc Bộ Tài vụ từ tháng 12 năm 2009, và là người đứng đầu về tài vụ từ tháng 3 năm 2013. Tháng 2 năm 2015, ông được phân công là Trợ lý Chủ tịch công ty, kiêm Bí thư Đảng ủy, Tổng giám đốc chi nhánh Lan Châu của công ty, và cũng là Chủ tịch Công hội. Đến tháng 4 năm 2016, ông được chỉ định là Thành viên Đảng tổ, Phó Tổng giám đốc kiêm Phó Chủ tịch cấp cao của công ty nhôm này. Vào cuối năm 2017, công ty nhôm được chuyển thể một lần nữa thành Tập đoàn Nhôm Trung Quốc (CHINALCO), ông giữ vị trí Phó Bí thư Đảng ủy, Bí thư Ủy ban Kiểm Kỷ, Phó Chủ tịch, Phó Tổng giám đốc CHINALCO. Tháng 2 năm 2018, sau 18 năm ở công ty nhôm, ông trở thành người đứng đầu khi nhậm chức Bí thư Đảng ủy, Chủ tịch của hãng này.

### Chính trường
Tháng 5 năm 2020, Lư Đông Lượng được điều tới Sơn Tây, được bổ nhiệm làm Phó Chủ tịch Sơn Tây, Thành viên Đảng tổ của Chính phủ Nhân dân tỉnh Sơn Tây. Vào tháng 10 năm 2020, ông được bầu vào Ủy ban Thường vụ Tỉnh ủy Sơn Tây, sau đó vào ngày 2 tháng 11 thì được điều tới Đại Đồng, giữ cương vị Bí thư Thị ủy, kiêm Bí thư thứ Nhất Phân Quân ủy Đại Đồng. Cuối năm 2022, ông tham gia Đại hội Đảng Cộng sản Trung Quốc lần thứ XX từ đoàn đại biểu Sơn Tây. Trong quá trình bầu cử tại đại hội, ông được bầu là Ủy viên dự khuyết Ủy ban Trung ương Đảng Cộng sản Trung Quốc khóa XX.